# My Clueless First Friend
My Clueless First Friend (jap. 事情を知らない転校生がグイグイくる。 Jijō o shiranai tenkōsei ga guigui kuru.) – manga autorstwa Taku Kawamury, publikowana na łamach magazynu „Gekkan Gangan Joker” wydawnictwa Square Enix od maja 2018. Na jej podstawie Studio Signpost wyprodukowało serial anime, który emitowano od kwietnia do lipca 2023.

## Fabuła
Akane Nishimura jest cichą, niemal gotycką dziewczyną, nazywaną przez wszystkich „Ponurym Żniwiarzem” ze względu na swój wygląd. Jednak kiedy chłopak o imieniu Taiyō Takada po raz pierwszy pojawia się w klasie, nieświadomie decyduje się zaprzyjaźnić z Akane, tworząc więź, która na zawsze zmieni ich życie.

## Bohaterowie
- Akane Nishimura (jap. 西村 茜 Nishimura Akane)

Seiyū: Konomi Kohara 
- Taiyō Takada (jap. 高田 太陽 Takada Taiyō)

Seiyū: Shizuka Ishigami 
- Daichi Hino (jap. 日野 大地 Hino Daichi)

Seiyū: Kengo Kawanishi 
- Umi Adachi (jap. 安達 海美 Adachi Umi)

Seiyū: Reina Kondō 
- Akane Nishimura (jap. 西村 茜 Nishimura Akane)

Seiyū: Wakana Maruoka 
- Kotarō Kitagawa (jap. 北川 虎太郎 Kitagawa Kotarō)

Seiyū: Kōhei Amasaki 
- Tata Akane (jap. 茜の父 Akane no chichi)

Seiyū: Jun Fukuyama 

## Manga
Pierwszy rozdział mangi został opublikowany 22 maja 2018 w magazynie „Gekkan Gangan Joker”. Następnie wydawnictwo Square Enix rozpoczęło zbieranie rozdziałów do wydań w formacie tankōbon, których pierwszy tom ukazał się 22 października tego samego roku. Według stanu na 22 marca 2025, do tej pory wydano 20 tomów.
| Nr | Data wydania (język japoński) | ISBN (język japoński)  |
| -- | ----------------------------- | ---------------------- |
| 1  | 22 października 2018          | ISBN 978-4-7575-5855-7 |
| 2  | 22 lutego 2019                | ISBN 978-4-7575-6025-3 |
| 3  | 22 czerwca 2019               | ISBN 978-4-7575-6167-0 |
| 4  | 21 października 2019          | ISBN 978-4-7575-6352-0 |
| 5  | 22 lutego 2020                | ISBN 978-4-7575-6529-6 |
| 6  | 22 czerwca 2020               | ISBN 978-4-7575-6708-5 |
| 7  | 21 listopada 2020             | ISBN 978-4-7575-6948-5 |
| 8  | 22 marca 2021                 | ISBN 978-4-7575-7162-4 |
| 9  | 20 lipca 2021                 | ISBN 978-4-7575-7375-8 |
| 10 | 22 listopada 2021             | ISBN 978-4-7575-7576-9 |
| 11 | 22 marca 2022                 | ISBN 978-4-7575-7825-8 |
| 12 | 22 lipca 2022                 | ISBN 978-4-7575-8035-0 |
| 13 | 22 listopada 2022             | ISBN 978-4-7575-8263-7 |
| 14 | 22 marca 2023                 | ISBN 978-4-7575-8476-1 |
| 15 | 22 lipca 2023                 | ISBN 978-4-7575-8672-7 |
| 16 | 21 listopada 2023             | ISBN 978-4-7575-8905-6 |
| 17 | 22 marca 2024                 | ISBN 978-4-7575-9114-1 |
| 18 | 22 lipca 2024                 | ISBN 978-4-7575-9325-1 |
| 19 | 21 listopada 2024             | ISBN 978-4-7575-9520-0 |
| 20 | 22 marca 2025                 | ISBN 978-4-7575-9759-4 |

## Anime
W listopadzie 2022 roku ogłoszono, że manga otrzyma adaptację w postaci telewizyjnego serialu anime. Seria została wyprodukowana przez Studio Signpost i wyreżyserowana przez Shigenoriego Kageyamę. Scenariusz napisali Takafumi Hoshikawa i Shogo Yasukawa, projektami postaci zajął się Chikashi Kadekaru, a muzykę skomponował Toshio Masuda. Anime było emitowane od 9 kwietnia do 2 lipca 2023 w Tokyo MX i innych stacjach. Motywem otwierającym jest „Alcor to Polaris” (jap. アルコルとポラリス) w wykonaniu Reiny Kondō, końcowym zaś „Kokorone” (jap. ココロネ) autorstwa Kitri. Prawa do dystrybucji serii poza Azją nabył Crunchyroll.

### Lista odcinków
| №  | Tytuł | Premiera         |
| -- | --- | ---------------- |
| 1  | The Grim Reaper and the Transfer Student Shinigami to tenkōsei (死神と転校生)                                                        | 9 kwietnia 2023  |
| 2  | Lunch Duty and Ghost Photographs and Love Letters Kyūshoku tōban to shinrei shashin to rabu retā (給食当番と心霊写真とラブレター)    | 16 kwietnia 2023 |
| 3  | Summer Vacation Begins Natsuyasumi ga hajimaru (夏休みがはじまる)                                                                    | 23 kwietnia 2023 |
| 4  | Grandma’s House Obāchan-chi (おばあちゃんち)                                                                                         | 30 kwietnia 2023 |
| 5  | Call Me the Grim Reaper Shinigami tte yonde (死神って呼んで)                                                                         | 7 maja 2023      |
| 6  | Changing Desks, Class Reps, and New Friends Sekigae to kurasu iin to atarashii tomodachi (席替えとクラス委員と新しいともだち)        | 14 maja 2023     |
| 7  | Field Trips and the Magic of Marinated Eggs Ensoku to ajitama no mahō (遠足と味玉の魔法)                                             | 21 maja 2023     |
| 8  | Yukata, Jungle Gyms, and Orthopedic Casts Yukata to janguru jimu to gipusu (浴衣とジャングルジムとギプス)                            | 28 maja 2023     |
| 9  | Run! Shout! Field Day Hashire! Sakebe! Undōkai (走れ！叫べ！運動会)                                                                  | 4 czerwca 2023   |
| 10 | My First Time Having Guests Over Hajimete no omotenashi (初めてのおもてなし)                                                         | 11 czerwca 2023  |
| 11 | The Swift Reaper Alliance, the Cursed Song, and Christmas Fūjin dōmei to noroi no uta to kurisumasu (風神同盟と呪いの歌とクリスマス) | 18 czerwca 2023  |
| 12 | The Christmas Party Confession Kurisumasu pātī no kokuhaku (クリスマスパーティーの告白)                                              | 25 czerwca 2023  |
| 13 | 10 Years Later, the Same as Today Jūnengo mo, kyō mo (10年後も、今日も)                                                              | 2 lipca 2023     |